# Lincoln Home National Historic Site
Il Lincoln Home National Historic Site conserva l'abitazione di Springfield (Illinois) e il quartiere storico circostante in cui Abraham Lincoln visse tra il 1844 e il 1861, prima di diventare il sedicesimo Presidente degli Stati Uniti d'America. Il memoriale include i quattro blocchi edificati che circondano la casa e un centro di accoglienza riservato ai visitatori.

## Sito storico
Nel 1837, Lincoln si trasferì a Springfield dal villaggio di New Salem (l'odierno Lincoln's New Salem) all'inizio della sua carriera legale. Qui incontrerà la sua futura moglie, Mary Todd Lincoln, a casa di sua sorella, e qui si sposerà nel 1842.
La casa del sito storico, acquistata nel 1844, sarà l'unica che Lincoln abbia mai posseduto. I loro quattro figli nacquero lì e uno, Eddie, vi morì. Situato all'angolo tra Eighth e Jackson Street l'edificio contiene dodici camere distribuite su due piani. Durante il periodo in cui vi visse, Lincoln vinse un seggio alla Camera dei Rappresentanti nel 1846 e diventerà il Presidente eletto a seguito delle elezioni presidenziali del 1860.

## Dintorni
Nelle vicinanze si trovano l'Old State Capitol State Historic Site, dove Lincoln fungeva da legislatore statale, l'edificio che ospitava i suoi uffici legali assieme al collega avvocato William Herndon dal 1844 fino al 1852, ed infine il Lincoln Depot da cui lasciò la città per l'inaugurazione del 1861.

## Voci correlate

Abraham Lincoln